# هریهوری کویتکا-اوسنینکو
هریهوری کویتکا-اوسنینکو (اوکراینی: Григорій Квітка-Основ'яненко؛ ۱۸ نوامبر ۱۷۷۸ – ۸ اوت ۱۸۴۳) روزنامه‌نگار، نویسنده، و نمایشنامه‌نویس اهل امپراتوری روسیه بود.